# Politiske partier i Chile
Dette er en liste over politiske partier i Chile.
Chile har et flerpartisystem. Denne liste inkluderer kun partier som er repræsenteret i Chiles nationalkongres.
| Navn                                 | Navn    | Navn på Dansk                            | Partiformand            | Politiske position              | Ideologi                                            | Deputeretkammeret | Senatet |
| ------------------------------------ | ------- | ---------------------------------------- | ----------------------- | ------------------------------- | --------------------------------------------------- | ----------------- | ------- |
| Renovación Nacional                  | RN      | National Fornyelse                       | Rafael Prohens Espinosa | Centrum-højre                   | Konservatisme, Liberalkonservatisme                 | 36 / 155          | 8 / 43  |
| Unión Demócrata Independiente        | UDI     | Uafhængige Demokratiske Union            | Javier Macaya           | Højrefløj                       | Nationalisme, Økonomisk liberalisme, Antikommunisme | 30 / 155          | 9 / 43  |
| Partido Socialista de Chile          | PS      | Chiles Socialistparti                    | Álvaro Elizalde         | Centrum-venstre til venstrefløj | Socialdemokratisme, Demokratisk socialisme          | 18 / 155          | 7 / 43  |
| Partido Demócrata Cristiano          | PDC     | Kristendemokratiske Parti                | Ximena Rincón           | Centrum                         | Kristendemokrati, Den tredje vej                    | 13 / 155          | 6 / 43  |
| Partido Comunista de Chile           | PCCh    | Chiles Kommunistiske Parti               | Guillermo Teillier      | Venstrefløj                     | Kommunisme, Marxisme-Leninisme                      | 9 / 155           | 0 / 43  |
| Partido por la Democracia            | PPD     | Partiet for Demokrati                    | Heraldo Muñoz           | Centrum-venstre                 | Socialdemokratisme, Progressivisme                  | 7 / 155           | 7 / 43  |
| Revolución Democrática               | RD      | Demokratiske Revolution                  | Catalina Pérez          | Centrum-venstre til venstrefløj | Demokratisk socialisme                              | 7 / 155           | 1 / 43  |
| Evolución Política                   | EVÓPOLI | Politisk Evolution                       | Hernán Larraín Matte    | Centrum-højre                   | Klassisk liberalisme, Socialliberalisme             | 6 / 155           | 1 / 43  |
| Partido Radical Socialdemócrata      | PRSD    | Socialdemokratiske Radikale Parti        | Carlos Maldonado        | Centrum til Centrum-venstre     | Socialdemokratisme, Den tredje vej                  | 4 / 155           | 1 / 43  |
| Convergencia Social                  | CS      | Social Konvergens                        | Gael Yeomans            | Venstrefløj                     | Socialisme, Grøn ideologi                           | 4 / 155           | 0 / 43  |
| Federación Regionalista Verde Social | FREVS   | Sociale Grønne Regionalistisk Føderation | Jaime Mulet             | Centrum-venstre til venstrefløj | Regionalisme, Grøn ideologi, Økosocialisme          | 3 / 155           | 0 / 43  |
| Partido Humanista                    | PH      | Humanistiske Parti                       | Octavio González        | Venstrefløj                     | Humanisme, Socialisme                               | 2 / 155           | 0 / 43  |
| Comunes                              | Comunes | Almindelige                              | Javiera Toro            | Venstrefløj                     | Socialisme, Feminisme                               | 2 / 155           | 0 / 43  |
| Partido Liberal de Chile             | PL      | Chiles Liberale Parti                    | Luis Felipe Ramos       | Centrum                         | Socialliberalisme, Progressivisme                   | 2 / 155           | 0 / 43  |
| Partido Ecologista Verde             | PEV     | Grønne Økologi Parti                     | Félix González Gatica   | Centrum-venstre                 | Grøn ideologi                                       | 1 / 155           | 0 / 43  |
| Partido Progresista                  | PRO     | Progressive Parti                        | Marco Enriquez-Ominami  | Venstrefløj                     | Demokratisk socialisme, Progressivisme              | 0 / 155           | 1 / 43  |

 Der er for få eller ingen kildehenvisninger i denne artikel, hvilket er et problem. Du kan hjælpe ved at angive troværdige kilder til de påstande, som fremføres i artiklen.